# Roodrugbabbelaar
De roodrugbabbelaar (Argya subrufa synoniem:Turdoides subrufa) is een zangvogel uit de familie Leiothrichidae. 

## Verspreiding en leefgebied
Deze soort is endemisch in zuidwestelijk India en telt twee ondersoorten:
- A. s. subrufa: Karnataka en noordelijk Tamil Nadu.
- A. s. hyperythra: Kerala en westelijk Tamil Nadu.

## Status
De grootte van de populatie is niet gekwantificeerd maar de soort wordt omschreven als zeldzaam in het noorden van zijn verspreidingsgebied en vrij algemeen in het zuiden. Op de Rode lijst van de IUCN heeft deze soort de status niet bedreigd.